# Loncco
Loncco es como se llamaba al campesino arequipeño que vivió en la “chacra” o la campiña de la ciudad de Arequipa hasta finales del siglo XX, circunscribiéndose su existencia únicamente a la provincia del mismo nombre, sus distritos y pueblos tradicionales. Es el descendiente de los primeros españoles que habitaron la ciudad desde 1540 y que se fueron estableciendo en las afueras de la urbe, dedicándose principalmente a las labores agrícolas. Se caracterizó por ser un tipo muy recio, trabajador, alegre y galante, que expresó su romanticismo y tristeza en el “yaraví”, que cautivó a Mariano Melgar, en el que le cantaba al ser amado que nunca correspondió a su amor. Es conocido por su forma de hablar característico: el “arequipeñismo”, o “hablar loncco”, que es una forma de castellano ataviado de muchos barbarismos, términos propios, y algunas palabras adaptadas de la región con influencias quechuas.

## Etimología
La palabra “loncco” es un arequipeñismo que originalmente sirvió para designar a las herramientas de cocina (como cuchillo, hacha, etc.) o de labranza (como lampa, pico, machete, etc.) que no poseían filo, y que, por ende, no servían para su verdadero propósito. Es decir, aquello que está loncco no sirve y es despreciado. Este término, luego se empezó a utilizar por el mismo chacarero como apelativo para designar a aquellos chacareros que ya no servían para la chacra por ser viejos o no ser muy diestros; pero finalmente, se generalizó su uso para denominar así a todos los arequipeños que vivían en el campo y que eran conocidos así por ser toscos, rudos, poco refinados o sin pulir, por su forma de hablar, de caminar, de vestir, de cantar y hasta de bailar.
Contrariamente a lo que se cree, este término no procede del idioma quechua ni del aimara. Es pues una palabra acuñada por el mismo arequipeño, al que le corresponde por antonomasia el calificativo de “arequipeñismo”.

## Semblanza del loncco
El loncco pasaba una gran parte de su tiempo en la chacra, junto a su yunta, montado en su burro, o con la lampa en el hombro regando el maizal, las papas, el trigo o la alfalfa, mientras chupaba un “huiro” (carrizo dulce del maíz) o comía el “tostau” (maíz tostado) que nunca faltaba en su bolsillo, y silbaba de paso un yaraví, mientras vivía enamorado de su “ccarosa”, que es la mujer “loncca”: de sombrero, mandil, trenzas largas, tez clara, chaposa y coqueta; y, la otra parte de su tiempo, la pasaba en la “picantería”, donde tomaba la “chicha” (bebida hecha del güiñapo de maíz) o el “anisado”, mientras tocaba la guitarra cantando yaravíes, pampeñas y marineras, y de vez en cuando se recitaba un verso o poema loncco.

## Los españoles y el origen del “loncco”

### Primeros españoles en Arequipa
A la llegada de los españoles a la ciudad de Arequipa antes de 1540 encontraron un valle rodeado de volcanes, en el que discurría el río Chili, y en el que habitaban muy pocos naturales; No hay mucha evidencia de la existencia de incas en el valle de Arequipa, salvo algunas manifestaciones de pobladores de origen colla o aimara producto de la emigración.[cita requerida]
El primer español que llegó a Arequipa fue el soldado Pedro Calvo Barrientos, conocido como “El desorejado” castigado de ese modo por haber robado piezas de oro y plata a los jefes de la conquista en 1533. Pedro Calvo se refugió en el valle, viviendo en las cercanías del río. Luego llegó el dominico Fray Pedro Ulloa, que se estableció en las colinas de Yanahuara en 1536.
No hubo presencia de los conquistadores hasta el 12 de febrero de 1537 en que cruzaron en balsas el río Tambo los expedicionarios encabezados por Diego de Almagro que regresaban de su aventura descubridora en Chile. Estos expedicionarios decidieron quedarse en Arequipa y trabajar allí como agricultores, siendo los más lejanos antecesores de los “lonccos”, ya que no poseían ninguna fortuna debido a su desastrosa experiencia en Chile y optaron por trabajar la tierra para sobrevivir.
El 15 de agosto de 1540, don Manuel Garcí de Carbajal, teniente de gobernador y capitán del muy ilustre señor marqués don Francisco Pizarro —como reza el acta levantada por el escribano Alonso de Luque— “… anduvo y reconoció el valle de Arequipa y se informó del asiento más conveniente para fundar una ciudad…”, escogiéndolo en la parte del Collasuyo al frente de la Chimba que está encima de la barranca de dicho valle de Arequipa y en el que puso la cruz en el sitio elegido para la iglesia y la picota en la parte que sería para la plaza. De este modo se fundó la Villa Hermosa del Valle de Arequipa, una ciudad que para entonces tenía 51 vecinos españoles.
Durante los primeros años de la Conquista, se usó como puerto abastecedor de Arequipa la caleta de Quilca, donde desembarcaron Alonso de Camargo, en 1540 y Gonzalo Pizarro en 1544 trayendo más colonos españoles y animales de monta y carga para la nueva ciudad de Arequipa.
Siendo la etnia española muy segregacionista la que conquistó la región, los indios naturales, que en número eran muy pocos, fueron apartados de la ciudad, tanto así que aquellos que eran utilizados como servidumbre tenían que salir de la ciudad todos los días a las 6 de la tarde.

### Estructura social y los ancestros del “loncco”
Establecidos ya los españoles en el valle de Arequipa la estructura social y de propiedad que imperó se dividía en tres grupos:

#### Los encomenderos y hacendados
Españoles a quienes la Corona les otorgó grandes extensiones de tierras, muchas de ellas de cultivo, con una cantidad de indios para explotarlas, entre yanaconas, mitayos o mitimaes. Estas encomiendas se ubicaban por lo general fuera de Arequipa, y abarcaba una extensa región costeña comprendida entre Nazca y Cobija, actualmente el norte de Chile, y las zonas altas de Arequipa como Caylloma, Chiguata, Chuquibamba, Andaray, etc. A los encomenderos de la costa, como Majes, Vítor, Moquegua, Tambo, Camaná, etc. Además, se les entregó esclavos negros, y cuya principal actividad era la producción de “vinos”, “aguardientes”, “azúcar” y “mieles”. Hay que destacar que este grupo, tanto de “encomenderos” o “hacendados”, y de “indios” y “esclavos” no corresponde al pasado inmediato de los “españoles arequipeños”, que jugaron un papel importante en la aparición de los “lonccos”.

#### Los burócratas, comerciantes y artesanos

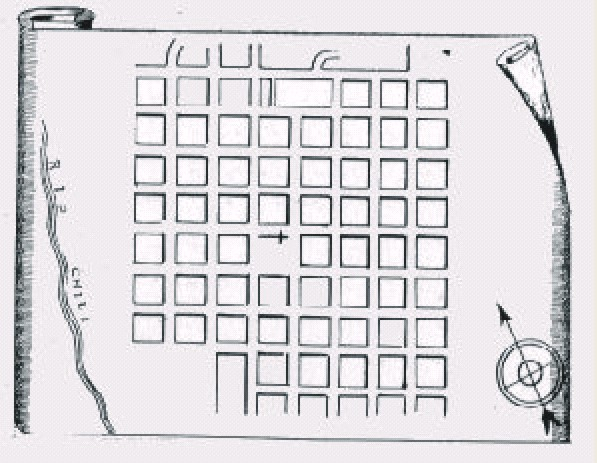
Primer trazo de la ciudad de Arequipa en la que se hizo la repartición de “solares”

Habitaron la ciudad construyendo un casco urbano con características de la metrópoli española, en la que se les repartieron los solares de la cuadrícula trazada para que construyan sus casas. Estos residentes de la nueva ciudad se turnaban los cargos de alcaldes, regidores, alféreces, etc. Muchos de ellos eran también encomenderos o hacendados que al vivir en la ciudad, concertaban con los españoles pobres la explotación de sus tierras de quienes recibirían un arriendo o pago.
A este grupo también habría que sumarle los “artesanos”, que en algún momento fueron el motor que posibilitó el florecimiento y sostenimiento de la ciudad, produciendo bienes de apoyo a la actividad comercial, como los “tinajeros”, que fabricaban grandes depósitos de barro para añejar o almacenar vinos; los curtidores que producían odres de cuero de “chivo” y que tenían muy buena reputación en Arequipa; asimismo, los talabarteros que hacían monturas y arreos para caballos y mulas en cuero repujado; los herradores de animales de carga;  más tarde, los hojalateros que hacían fundamentalmente depósitos para transportar aguardientes y alcohol. Todo este grupo muy variado que ocupaba la ciudad, ya denominada “ciudad blanca” por la cantidad de españoles que vivían en ella, son los que van a dar origen al grupo social antagónico de los “lonccos”, un grupo formado por blancos españoles que más tarde tomarán el nombre de los “ccalas”, caracterizados por su mejor situación económica, su vestir burgués y hablar muy bien el castellano al igual que en España.

#### Los conquistadores
Este grupo, también de españoles blancos y criollos, como los expedicionarios de Diego de Almagro, ocuparon las tierras del valle contiguo de la ciudad, donde no dejaron rastros de asentamientos indígenas y donde construyeron sus casas. Por esta razón los conquistadores, que más tarde van a dar origen a los “lonccos”, no contaban con indios para trabajar sus tierras y tuvieron que hacerse cargo ellos mismos del trabajo agrícola. A esta clase social se les denominaba los “españoles pobres o sin encomienda”. Este grupo social es el que se ubicaba en la zona que los españoles llamaban la “Chimba” que agrupaba Yanahuara, Cayma, Challapampa, Chilina, La Tomilla, Sachaca, Huaranguillo, Uchumayo; y Tiabaya, en la banda oeste del río Chili, antes ocupadas por algunos quechuas; y Ranchería, Characato, Pocsi, Quequeña, Puquina, “La Pampa” y Chiguata, en la banda este de la ciudad, antes ocupada por los collas o aimaras. A estos españoles, que se ubicaban a partir del “éjido” del río y desde “encima de la barranca” se les otorgó una extensión máxima de 14 fanegadas (la fanegada que trajeron los españoles fue una unidad de medida muy variable, pero debía equivaler a una extensión de terreno necesaria para producir una fanega de trigo).
En resumen, los primeros pobladores españoles de Arequipa se repartieron los terrenos de tres maneras: En “encomiendas y haciendas” fuera de la ciudad de Arequipa; en “solares y huertas”, no siempre contiguas, dentro de la ciudad; y en  “chácaras” o “chacras” en la campiña inmediata a la ciudad.

### Aparición de los “lonccos”
Es difícil establecer el momento el que hace su aparición el ancestro o prototipo del “loncco”. Es de entenderse que los conquistadores, blancos y criollos, al establecerse en la campiña, en los alrededores de la ciudad, desarrollaron muy bien el arte del cultivo de la tierra con técnicas españolas, hasta entonces desconocidas por los incas, ya que utilizaron herramientas como la lampa, la horquilla, la yunta, el caballo, la carreta, la forma de riego, la trilla del trigo, la producción de harina, etc. que les permitió levantar su estatus de vida y vivir de una manera digna.

## La herencia e Identidad del “loncco”
El español criollo, en este caso los conquistadores de Almagro que fueron a vivir al campo, se tuvieron que adaptar al entorno natural y cultural que encontraron y a la existencia pasada de la cultura inca. Sin embargo, conservaron su herencia española a la que le dieron un carácter sui generis: “el arequipeñismo”. Ello se demuestra en cuatro aspectos inherentes al “loncco”:

### El aspecto idiomático
El “loncco” conservó hasta finales del siglo XX el voseo clásico o reverencial traído de España, que consistía en usar el pronombre “vos” para dirigirse reverencialmente a la segunda persona gramatical implicando su respectiva conjugación verbal.
Vos sois un mentiroso. Si vos no sabís, mejor ¡callate!
Este voseo, muy utilizado antiguamente en el lenguaje “loncco”, ya ha desaparecido totalmente en Arequipa, se ha extinguido debido a la mayor difusión del castellano peruano por los medios de comunicación y por la migración de otras etnias hacia la región; pero que sin embargo, ha dejado una huella imperecedera que demuestra la ascendencia genuinamente española del “lonnco”.
Un aspecto, que tampoco se puede negar, es el matis quechua que terminó por adornar la inflexión de las palabras “lonccas”, al ser pronunciadas con altisonancia. Cabe resaltar que el castellano no se mezcló con los idiomas nativos mencionados, más bien tomó algunos elementos sonoros o fonéticos en cuanto a la acentuación de las palabras.
Este proceso evolutivo se debió básicamente al comercio que se estableció entre el “loncco” y los arrieros e indios que traían productos de la sierra para venderlos en la ciudad, que se realizaba en los “tambos”, donde concurría el “loncco” a comprar charqui, sal, entre otros productos, y donde se aprendió la fonética andina que muy lentamente fue adoptada e incluida en la lengua española.
Por ser un proceso lento, no se puede determinar exactamente el momento en el que apareció el “hablar loncco”. Muchas palabras ingresaron en el léxico de los arequipeños y empezaron a tomar connotación y significación local.
El “loncco”, en general, a muchas de las palabras de su vocabulario, les agregó una pronunciación nueva caracterizada por su gran sonoridad, es decir utilizó fonemas de articulación velar que en el lenguaje “loncco” son representados con los grafemas: “cc” y “qq”, cuyo sonido es el correspondiente a la combinación de las consonantes “k” + “j”.
Por ejemplo, ccala, suena como kja-la y qquepe suena como kje-pe.
El uso de las “cc” y “qq” ha quedado convencionalizado entre los historiadores y autores de Poesía Loncca, que lo utilizan para representar este sonido inexistente en la fonología española.
Ejemplo.: […] carne pa’cer un chaqque de nabos, papas del vecino llauqqueadas, bien chanccadas en el batán, con un choclo verde ccahuiu[…]
Asimismo, tenemos una gran cantidad de palabras onomatopéyicas en el lenguaje del “loncco”, como: cuculí, cututo, acacáu, pucuna, anchi, tite, etc., que se han originado en sonidos naturales que el “loncco” escuchaba en el campo, en la casa o la picantería.
Otro tanto de palabras o términos, que en muchos de los casos se han engendrado en la propia campiña arequipeña, son conocidos como “arequipeñismos” o “lonqquismos”, que no son sino barbarismos, deformaciones o formas arcaicas del español como: vide (del verbo ver: te vi), ustiusté (reiteración de usted), para’uái (de la expresión: parado ahí), malavení’u (sustantivo que refiere a una persona de mala procedencia), etc.
Existe también una variada adopción de palabras y sonidos quechuas como: jayari, umpo, guagua, chicha, lloqque, etc. que indudablemente han aportado, más que una terminología variada, un enriquecimiento para la evolución propia que tuvo este seudo-dialecto o habla arequipeña.
Finalmente, los arequipeñismos poseían un alto grado de eufemismo, por ello, el hablar “loncco” agregó una cualidad tonal al castellano caracterizada principalmente por la conversión en aguda de la palabra grave:
¡corré corriendo!, -¡vení pa’cá!, etc.
Muchas de las palabras y expresiones del hablar “loncco” están recopilados en el Diccionario de Palabras Lonccas de don Félix García Salas, que está a la espera de su registro en la Real Academia Española, así como el vocabulario de don Artemio Ramírez Bejarano, que son trabajos de recopilación muy valiosos que ya forman parte de la historia del “loncco” en Arequipa.

### El aspecto patronímico
Hasta la desaparición casi total de esta clase social a finales del siglo XX el “loncco” mantuvo una característica heredada de sus ascendentes españoles: los apellidos “castellanos”, que revelan su carácter criollo auténtico en contraposición a las teorías de mestizaje que han esbozado varios autores, entre ellos Juan Guillermo Carpio Muñoz, que aseveraba en su libro: El Yaraví Arequipeño, que el “loncco” era el producto del mestizaje entre las diferentes etnias que vivieron en Arequipa, inclusive desde antes de la llegada de los españoles.
Haciendo una inspección entre las familias que vivieron o viven aún en los “pueblos tradicionales” de Arequipa, se ha encontrado que hay una constante en cuanto a los patronímicos, entre ellos los “apellidos castellanos” como: Bejarano, Meza, Valdivia, Salas, Linares, García, Calderón, etc., apellidos que se han mantenido ligados a las familias tradicionales de los “lonccos” desde tiempos inmemoriales. Inclusive, como lo indica el investigador de historia, Alex García Salazar, el origen del nombre Arequipa, no es precisamente el etimo quechua “Ari-quepay” que significa ‘Sí, quedaos aquí’, según el padre Calancha, sino más bien este es un apellido castellano, pues en una investigación exhaustiva se ha podido determinar que en España existe el apellido Arequipa. Entonces, los conquistadores españoles tenían la costumbre de poner a las ciudades fundadas en el Nuevo Mundo, apellidos españoles, como Trujillo, Córdoba, Mendoza, Valdivia, León, etc. y por qué no Arequipa, si los españoles eran muy segregacionistas y jamás hubieran puesto a una nueva ciudad fundada por españoles un nombre quechua, es decir de la clase subyugada, a quienes menospreciaban.
En segundo término, retrocediendo en el tiempo, antes de las migraciones masivas de etnias puneñas, cusqueñas y apurimeñas del siglo XX, la imagen de Arequipa era la de una ciudad cuadrada sin arrabales, con una campiña con casas de campo y pueblos tradicionales, donde no se puede advertir indicios de la existencia de pueblos jóvenes, suburbios o barrios de indios, que pudieran aportar elementos para elaborar una teoría sobre el mestizaje de la raza española con la inca.

### El aspecto socio-comercial

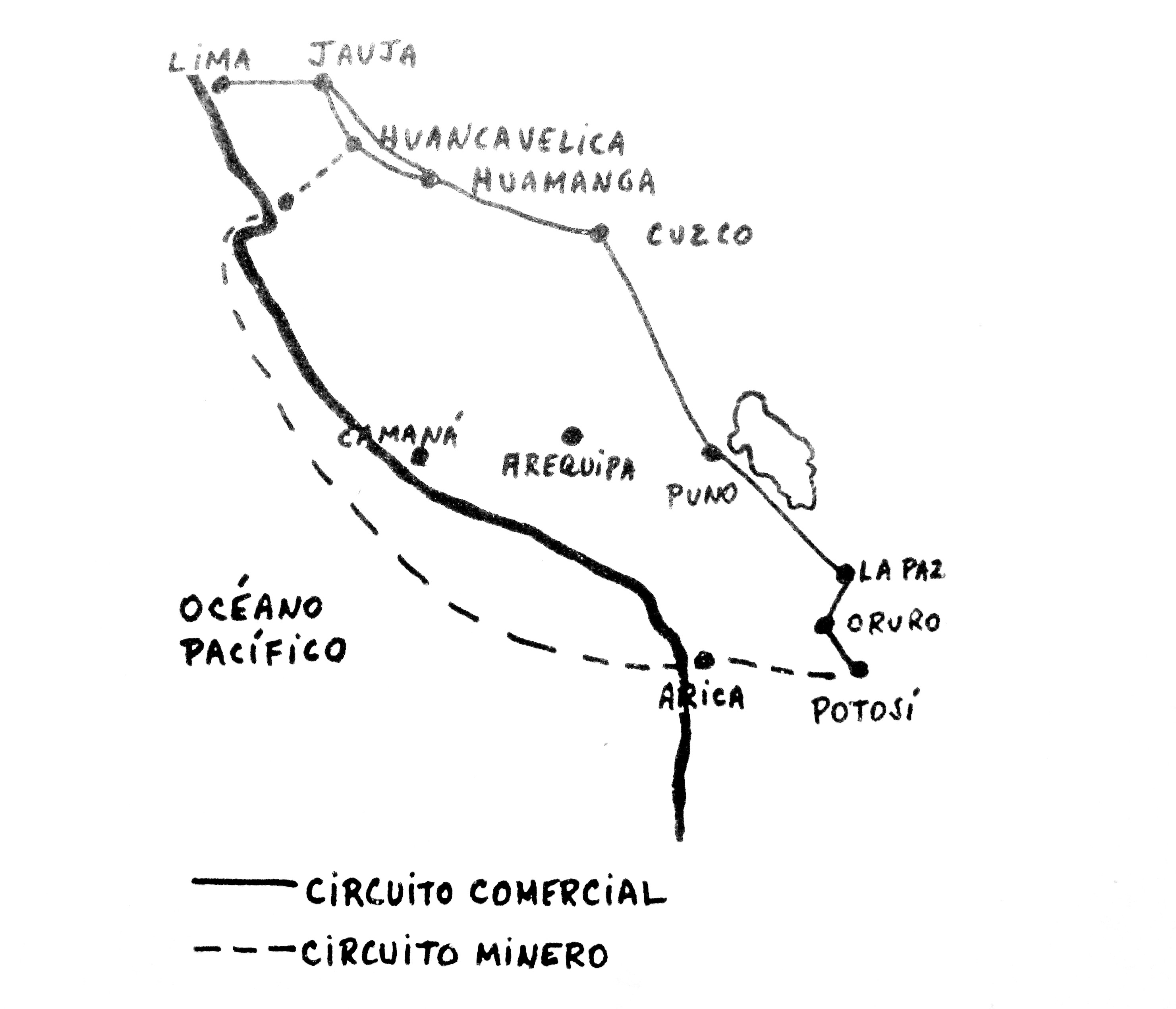
Circuito económico-comercial del virreinato del Perú

Otro aspecto que brinda elementos de juicio para determinar el origen criollo del “loncco” es que Arequipa, en tiempos del virreinato, fue aislada totalmente de los principales “circuitos Económicos y Comerciales” del virreinato, ya que por la explotación de las minas de azogue en Huancavelica en 1566, que permitió perfeccionar la explotación de plata en Potosí, se configuró una nueva ruta comercial, que llevaba los insumos a Potosí. El azogue huancavelicano se transportaba en mulas hasta Chincha, y por mar se lo llevaba a Arica, donde nuevamente en mulas viajaba hacia su destino final en Potosí. Por otro lado, Cusco se convirtió en proveedor de mano de obra gratuita de indios mediante la mita minera. Cientos de miles eran llevados a trabajar a Potosí, que por entonces, se convirtió en una de las ciudades más pobladas del mundo, con una población de más de 150 000 indios. La Villa Hermosa de Camaná, y luego la de Arequipa, fueron fundadas con el fin de cumplir el papel de salida natural del Cuzco hacia el mar, cosa que jamás se dio, y Arequipa quedó aislada para siempre de este “circuito socio-comercial”. En ello también se halla la explicación para la desaparición de los indios en la zona de Arequipa, que permitió que los españoles vivieran solos y casi autónomamente sin ninguna influencia o mestizaje inca, llegando a ser la ciudad con más población blanca en todo el nuevo mundo después de España, cosa que el mismo Rey de Carlos V reconociera al darle a esta ciudad el título de “Muy noble y leal ciudad de Arequipa”.

### Aspecto etnográfico
El “loncco” auténtico conservaba los mismos rasgos latinos de los conquistadores españoles, manifestado principalmente en su tez clara, en algunos casos colorada; cabello castaño o negro, ojos pardos o marrones, algunos verdes, etc. Este “biotipo” del “loncco” es similar al del español, cuyos descendientes aún se pueden encontrar en la campiña arequipeña; estos se caracterizan por tener una talla promedio superior a la de los indios.
Hasta su extinción como clase social a finales del siglo XX, era muy frecuente en ellos el uso del bigote, la barba, así como la aparición de abundantes canas, vellosidad en brazos y piernas; de pelo lacio, negro o castaño. Por lo general, al hombre y mujer lonccos que mejor conservaban estos rasgos se les llamaba ccaroso y ccarosa, respectivamente.

## Estampas típicas del loncco
El loncco tiene muchas estampas que lo caracterizan y que son iconográficas de su existencia.

### La chacra
Antes denominada “chácara”. Es el lugar donde el “loncco” realiza su actividad agrícola; él mismo trabaja con su propia lampa, la siembra, la riega y la cosecha. Nunca deja el sombrero. Siempre para pataccala, es decir con los pies descalzos, pues desdeña los zapatos, pues siempre luce orgulloso sus callos. Usualmente, cuando trabaja en la chacra, la loncca le lleva la “cantarilla” de chicha con el almuerzo amarrado con una “manta”, donde no falta el “mote” y el “tostado”.

### La yunta
En un pueblo tradicional siempre hay una o varias yuntas que sirven para arar la tierra. El que las maneja se llama gañán, que por lo general lleva un burro con todos los aparejos necesarios para la yunta. Mientras se ara la tierra el burro permanece comiendo pasto en un “bordo” donde, de vez en cuando, “rebuzna” y hace “rebuznar” a todos los burros de la campiña.

### La poesía loncca
Es un género literario característico de los “lonccos” de antaño. Los “poemas lonccos” representan las vivencias del hombre de la “chacra”, recitadas por el mismo “loncco” de manera nostálgica, jocosa e irreverente de las “reglas idiomáticas”. Durante muchos siglos estos poemas vivieron anónimamente en la memoria de los “lonccos”, solamente a finales del siglo XX poco antes de su desaparición, emergieron los poetas lonccos, que culminaron la evolución de este género poético, llevándolo al papel, para dejarlos escritos en la historia de Arequipa. Son muy pocos los “lonccos” que acometieron esta tarea, entre ellos se conocen a don Artemio Ramírez Bejarano de Tingo Grande, y don Félix García Salas de Sachaca, que verdaderamente vivieron en el campo y plasmaron en sus poemas la tradición del “loncco”. Asimismo, tuvo una labor encomiable el declamador, don Isidro Zárate Santillana, que se encargó de recopilar y rescatar muchos poemas, que los recitaba con la verdadera forma de hablar de los lonccos, aunque él nunca fue tal. Han existido, con anterioridad y posterioridad a los “poetas lonccos”, intelectuales de la ciudad que escribieron poesía inspirada en el campo, pero que no es poesía loncca propiamente dicha.

### Los toros

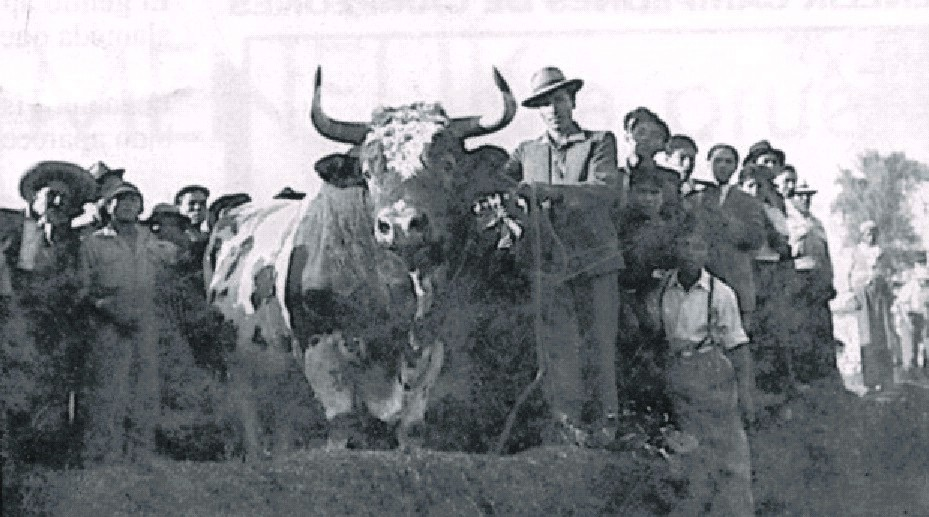
Legendario toro de pelea “Menelik” de don Mateo Zegarra y doña Victoria Bueno; 1940, Socabaya, Arequipa.

Representan la fuerza y el orgullo de un loncco. Por ello, el toro es criado con mucho ahínco porque sirve para trabajar la tierra y para representarlo en las tradicionales “peleas de toros” que los lonccos organizan en sus “fiestas patronales” para divertirse y medir su poderío y orgullo.

### La picantería
La otra mitad del tiempo, el loncco la pasa en la picantería, que es donde una “loncca” de trenzas largas vende comidas típicas, como el “picante” que viene acompañado por un vaso de chicha. En la cocina de la picantería nunca faltan los cuyes caminándose por el suelo, el “gallo cantor”, el “gato cconchero”; las ollas, las tinajas, las “chombas” y las “cucharas de palo”. Asimismo, la cconcha donde se cocina con leña o “guano de vaca”. El humo es común, por ello las paredes y el techo está todo ennegrecido por el hollín o tizne. El lugar donde los lonccos comen los “picantes” tiene mesas de patas torneadas y largas “bancas”, y en las paredes varias guitarras que el loncco, si está inspirado, coge para tocar y cantar un yaraví.

### El yaraví
Es la máxima expresión del loncco. Es un género que, aunque existió en otras partes del virreinato, aquí se le dio una connotación monotemática muy peculiar: Únicamente se le cantaba a la tristeza, a la fatalidad, al desengaño del loncco que no fue correspondido por el amor de una mujer. El yaraví, a finales del virreinato fue llevado a la ciudad por el poeta Mariano Melgar.

### El baile arequipeño

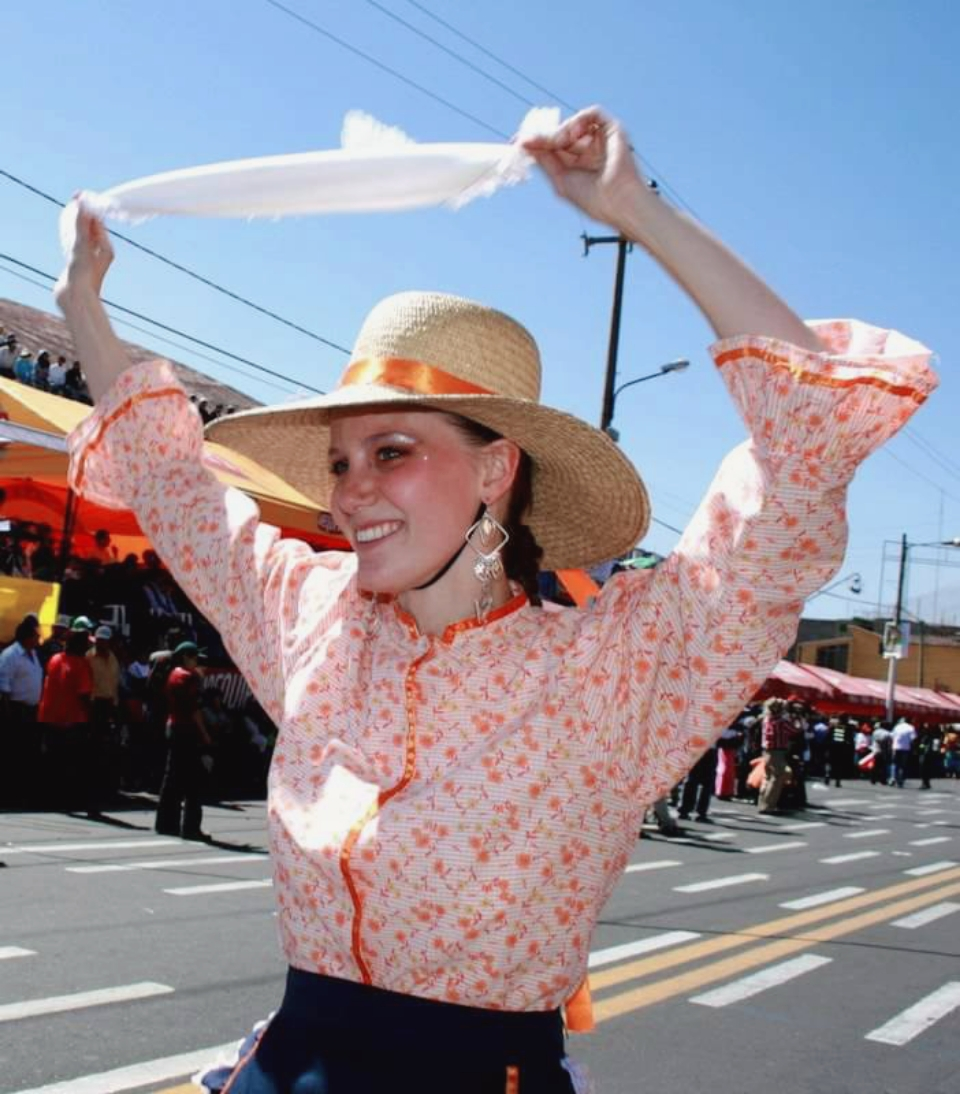
Carnaval de Arequipa, la danza más representativa del folclore arequipeño.

Son la “marinera”, que el loncco baila con su “loncca” de blusa, falda, trenza y sombrero con pañoleta, bailado con pañuelo, de una manera muy alegre; y la “pampeña”, también conocida como chancca papas, que en realidad es el huayno bailado al estilo de los lonccos. Finalmente, el “Carnaval Arequipeño”, en algunos pueblos tradicionales de Arequipa se bailó mediante comparsas que se denominaban: “los mojigangos” o “mascaritas”, donde se llevaba al “Ño Carnavalón” (un muñeco de granza), montado en un burro y acompañado de una “viuda” y muchos “diablos” vestidos de colores, con máscaras, que con látigo en mano espantaban a la gente. Al final, se hacía una ronda alrededor del muñeco que era quemado, mientras se bailaba y cantaba las “coplas del carnaval”.

### La trilla
Era una actividad agrícola muy tradicional de los “lonccos” que cosechaban el trigo. En la Arequipa antigua, desde la llegada de los españoles, solo se cultivó trigo, maíz y papas. Un poema que muestra exactamente cómo realizaba faena del loncco es el poema de don Félix García Salas: “La trilla”.

## Desaparición del Loncco
La extinción inevitable de esta “clase social”, a finales del siglo XX, se da precisamente por dos factores bien marcados. Primero, la “modernidad en las telecomunicaciones”, que va a permitir difundir a nivel nacional el castellano peruano que es aprendido por las nuevas generaciones de arequipeños a partir de mediados de siglo. Se pierde en su totalidad el uso de los “arequipeñismos” y el voseo . Solamente van quedando los papás y abuelos “lonccos” que aún conservarán el “acento loncco” hasta su muerte. El segundo y más contundente factor que lapidó al loncco, lo constituye la migración de habitantes de las provincias colindantes con Arequipa: puneños, cusqueños y apurimeños que van a establecerse en los alrededores de la ciudad, en nuevos asentamientos humanos denominados “pueblos jóvenes”, llegando a constituir hasta el 70 % de la población arequipeña. Hoy en día, estas etnias han diseminado su “folclore”, su “música” y su “acento”, siendo un factor preponderante para la definitiva desaparición del “loncco”.